# Chaim Eiss

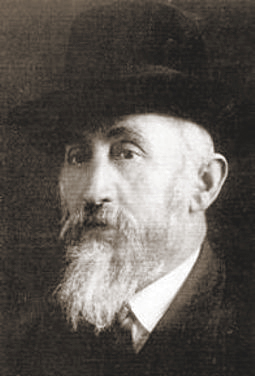
Chaim Eiss

Chaim Yisroel Eiss (sinh ngày 16 tháng 9 năm 1876 tại Ustrzyki, mất vào tháng 11 năm 1943 tại Zurich) - nhà buôn người Do Thái ở Ba Lan tới từ Zurich, nhà hoạt động cộng đồng người Do Thái chính thống, một trong những người sáng lập và lãnh đạo của tổ chức Agudat Israel. Trong Thế chiến II, ông  tham gia vào nỗ lực giải cứu người Do Thái trong cuộc thảm sát Holocaust bằng cách sản xuất hộ chiếu Mỹ Latinh giả. Ông hợp tác với "Nhóm Berne " hay còn được gọi là "Nhóm Ładosia" . Ông hợp tác với các lãnh sự Mỹ Latinh và Đặc phái viên của Cộng hòa Ba Lan tại Bern. Eiss có liên quan đến việc vận chuyển trái phép tài liệu đến các khu vực Ba Lan bị chiếm đóng, ông cũng là người cung cấp danh sách người Do Thái được làm giả hộ chiếu và là điều phối viên viện trợ nhân đạo cho người Do Thái. Người ta ước tính rằng hoạt động của ông đã cứu được hàng trăm đến vài nghìn người. Những lời chứng thực của Eiss là một trong những nguồn thông tin chính về hoạt động của Aleksander Ładosia và các nhà ngoại giao Ba Lan khác từ Thụy Sĩ để giải cứu các nạn nhân của cuộc thảm sát Holocaust.

## Tuổi thơ và cuộc sống cá nhân
Chaim Yisroel Eiss ra đời năm 1876 tại Ustrzyki dưới cái tên Israel. Ông là con trai của những người Do Thái chính thống, Moses và Myrii z domu Kessler. Cha ông là một thương gia. Ông có mười anh chị em, tất cả đều chết từ khi còn nhỏ. Cái tên Chaim (חַיִּים), có nghĩa là "sự sống", mang tính biểu tượng - nó được trao cho Eiss như một đứa trẻ duy nhất còn sống sót. Ông đã tự học mà không cần giáo dục thế tục. "Tôi cũng không học bất kỳ ngành nghề nào, bởi vì cha tôi muốn tôi trở thành một giáo sĩ - đó là lý do tại sao tôi chỉ nghiên cứu tôn giáo Do Thái " - ông cho biết . Eiss đến Thụy Sĩ năm 1900, nơi ông vốn dự định sẽ theo học đại học. Tuy nhiên, thay vì học, ông bắt đầu làm nghề bán hàng và từ năm 1901, ông đã có cửa hàng của riêng mình tại Müllerstr ở Zurich.
Ông kết hôn với Adele Holles, và họ đã có với nhau mười đứa con. Từ năm 1916, ông sống cùng gia đình tại Winterthur.
Con cháu của Eiss hiện vẫn đang còn sinh sống ở Thụy Sĩ và Israel.

## Hoạt động giải cứu người Do Thái khỏi Holocaust
Là một trong những người sáng lập đảng tôn giáo Agudat Israel và lãnh đạo chi nhánh Thụy Sĩ, Eiss có mối liên hệ mật thiết với người Do Thái chính thống ở Trung Âu và rất nhanh chóng, ông đã nhận ra mục tiêu của chính sách Đệ tam đối với người Do Thái. Từ năm 1940, ông đã phối hợp vận chuyển trái phép thư từ giữa các khu trại tập trung tại các khu vực Ba Lan bị chiếm đóng và các văn phòng của tổ chức Agudat ở London, New York và Istanbul. Mục tiêu chính của ông là đưa được càng nhiều người Do Thái trốn ra ngoài vòng đô hộ của Đức quốc xã càng tốt.
Eiss đã tạo ra một mạng lưới vận chuyển trái phép tài liệu, bao gồm ảnh hộ chiếu, thư và giấy chứng nhận quốc tịch bất hợp pháp. Thông qua các chiến sĩ phong trào kháng chiến, cộng đồng người Do Thái và các thành viên tham nhũng của chính quyền Đức, những tài liệu này được đưa vào trong các khu trại tập trung thuộc khu vực Ba Lan bị chiếm đóng. Trong những năm 1941- 1943, ông là một trong những người tài trợ cho việc mua hộ chiếu bất hợp pháp của các nước Mỹ Latinh. Những người có bản sao hộ chiếu được miễn trục xuất đến các trại hủy diệt và thay vào đó được gửi đến trại ở Vittel ở Pháp hoặc đến tiểu trại thực tập ở thành phố Bergen-Belsen, nơi họ chờ đợi để trao đổi tới các trại thực tập của Đức ở các nước Đồng minh.
Vào tháng 5 năm 1943, ông đã bị cảnh sát Thụy Sĩ thẩm vấn. Lời khai của ông có vai trò chính trong việc sản xuất hộ chiếu đối với các nhà ngoại giao của Đại sứ quán Ba Lan tại Bern và là một trong những nguồn thông tin quan trọng nhất để các nhà điều tra dựng lại quá trình sản xuất hộ chiếu. Eiss làm chứng rằng ông đã chuyển tiền hối lộ cho lãnh sự Ba Lan Konstanty Rokicki, để người này tiếp tục chuyển số tiền đó cho lãnh sự danh dự của Paraguay - người đã mua hộ chiếu trống và giao chúng cho họ . Những lời chứng khác cho thấy ông đã không trực tiếp làm điều đó, mà thông qua một nhân viên lãnh sự quán Do Thái, Juliusz Kühl. Người này sau đó cũng tham gia vận chuyển hộ chiếu đến Bộ phận lãnh sự của Cộng hòa Ba Lan, và Rokicki điền tên của những người trong danh sách do Eiss cung cấp vào những hộ chiếu này. Sau đó, các mẫu đơn được hoàn thành một cách chuyên nghiệp đã trở lại lãnh sự danh dự của Paraguay, nơi Hügli đính kèm một con tem cho họ và ký tên. Sau đó, như một công chứng viên, ông đã tạo ra một bản sao và sao y bản chính. Không có bản gốc nào được vận chuyển trái phép vào các khu trại tập trung mà chỉ có bản sao hộ chiếu.
Trước khi cảnh sát kịp bắt Eiss, họ đã thẩm vấn (vào tháng 1 năm 1943) Lãnh sự danh dự của Paraguay - Rudolf Hügli và Juliusz Kühl, những người thừa nhận đã tham gia vào hoạt động này (Hügli cũng nhận hối lộ từ Ba Lan). Một vài nguyên nhân dẫn đến sự cố này có thể là do mật vụ Đức Gestapo có được thông tin về trại tập trung Będzin, một báo cáo từ một lãnh sự khác của Paraguay, thông tin được Đức gửi tới chính quyền Thụy Sĩ hoặc thực tế là một số người mang hộ chiếu đã đến Thụy Sĩ.
Kế hoạch liên quan đến việc chuyển tiền hối lộ có tổ chức giúp việc giữ bí mật hoạt động trong vài tháng diễn ra dễ dàng hơn, và - sau khi thất bại - đã cho phép nhà ngoại giao Ba Lan, ông Alexanderr Łados bảo vệ thỏa thuận với chính quyền Thụy Sĩ. Ładoś lập luận rằng việc làm giả được thực hiện trong lãnh thổ thuộc quyền tài phán của Ba Lan và hơn nữa, việc gửi các bản sao hộ chiếu giả được chứng thực không cấu thành tội vi phạm theo luật Thụy Sĩ. Sau sự can thiệp của nhà ngoại giao Ba Lan, chính quyền đã kiềm chế hành động chống lại những người Ba Lan và Do Thái tham gia hoạt động này. Tuy nhiên, cần lưu ý rằng vào mùa thu năm 1943, thất bại của Đức trong chiến tranh dường như là chắc chắn.

## Sự qua đời và di sản
Chaim Israel Eiss đột ngột qua đời vào tháng 11 năm 1943 vì một cơn đau tim. Cho đến lúc đó, Đức kêu gọi các nước Mỹ Latinh xác nhận quốc tịch và phần lớn lãnh sự Mỹ Latinh, những người mà Eiss làm việc cùng, đã bị tước giấy chấp ngoại và hoạt động cấp hộ chiếu bị suy yếu. Người duy nhất vẫn giải quyết việc cấp hộ chiếu, bao gồm cho các nạn nhân của Holocaust ở Hungary, là Lãnh sự của El Salvador José Castellanos, sau này được công nhận là Người dân ngoại công chính. Về phần mình, Ladoś viết trong một thông điệp gửi chính phủ lưu vong Ba Lan rằng ông sẽ tăng áp lực lên các nước Mỹ Latinh và buộc họ phải tạm thời công nhận hộ chiếu.
Bất chấp hành động của Ba Lan (và Tòa thánh), hầu hết các quốc gia đều từ chối hoặc cố ý trì hoãn quá trình này. Quyền công dân được công nhận bởi El Salvador và Paraguay. Do đó, một số lượng đáng kể những người sống sót nhờ Lãnh sự quán El Salvador và những người mang hộ chiếu Paraguay đã qua sửa chữa bởi Đại sứ quán Ba Lan ở Bern.

## Hành động của Bộ Văn hóa Ba Lan liên quan đến tài liệu lưu trữ Eiss
Vào tháng 8 năm 2018, Bộ Văn hóa và Di sản Quốc gia đã mua cái gọi là Tài liệu lưu trữ Eiss từ gia đình thương gia. Đây là một trong những bộ sưu tập lớn nhất ghi lại các hoạt động giải cứu ngoại giao Ba Lan đối với người Do Thái có nguy cơ bị hủy diệt. 2.200 người đã được cứu, hầu hết trong số họ không phải là công dân Ba Lan trước chiến tranh. Tài liệu lưu trữ bao gồm hộ chiếu, hình ảnh và danh sách những người được tổ chức để trốn thoát khỏi các quốc gia bị Đức chiếm đóng.
Việc mua lại kho lưu trữ đã được báo cáo bởi Bộ Văn hóa và Di sản Quốc gia và Bảo tàng Nhà nước Auschwitz-Birkenau ở Oświęcim. Như nhấn mạnh của Đại sứ Cộng hòa Ba Lan tại Thụy Sĩ, Tiến sĩ Jakub Kumoch, văn bản của Michał Potocki, Zbigniew Parafianowicz từ tháng 8 năm 2017 được xuất bản trên tờ Dziennik Gazeta Prawna   là lý do cho việc mua lại kho tài liệu lưu trữ Eiss.

## Danh hiệu
- Huy chương Virtus et Fr Parentitas - 2019, truy tặng  [4]